# Donna Air
Donna Air (né le 2 août 1979) est une personnalité médiatique, chanteuse et actrice britannique.